# Jiquipilas
Jiquipilas är en ort i Mexiko.   Den ligger i kommunen Jiquipilas och delstaten Chiapas, i den sydöstra delen av landet, 700 km sydost om huvudstaden Mexico City. Jiquipilas ligger 531 meter över havet och antalet invånare är 9 894.
Terrängen runt Jiquipilas är platt åt sydost, men åt nordväst är den kuperad. Runt Jiquipilas är det ganska glesbefolkat, med 38 invånare per kvadratkilometer. Närmaste större samhälle är Cintalapa de Figueroa, 7,8 km väster om Jiquipilas. Omgivningarna runt Jiquipilas är en mosaik av jordbruksmark och naturlig växtlighet.